# Marcel Imbs
Marcel Imbs, né le 17 août 1882 à Strasbourg et mort le 16 juin 1935 dans la même ville, est un peintre et mosaïste français.

## Biographie
Marcel Imbs est le fils de Charles Imbs et de Marie Madeleine Wintzweiller.
Élève de Luc-Olivier Merson, d'Ernest Laurent et de Raphaël Collin, il expose au Salon à partir de 1909.
Il concourt pour les prix de Rome de 1910 et 1911 et obtient une mention honorable au Salon en 1914.
En 1925, il épouse Jeanne Henriette Léontine Domecq, Pierre Sevaistre est témoin du mariage.
Il peint principalement des sujets religieux, mais exécute également des portraits comme celui du juge Francis Cabot Lowell (1856-1911) (d).
Il obtient un diplôme d'honneur et une médaille d'or à l'Exposition internationale des arts décoratifs et industriels modernes de Paris en 1925 et une médaille d'argent au Salon en 1928.
En 1921, après la mort de son maître, il poursuit l'œuvre entamée de Luc-Olivier Merson en la basilique du Sacré-Cœur de Montmartre.
De 1932 à 1934, il réalise une peinture murale représentant le Chemin de croix, pour la Chapelle du Grand séminaire de Soissons.
Il meurt à Strasbourg à l'âge de 52 ans.

Œuvres de Marcel Imbs
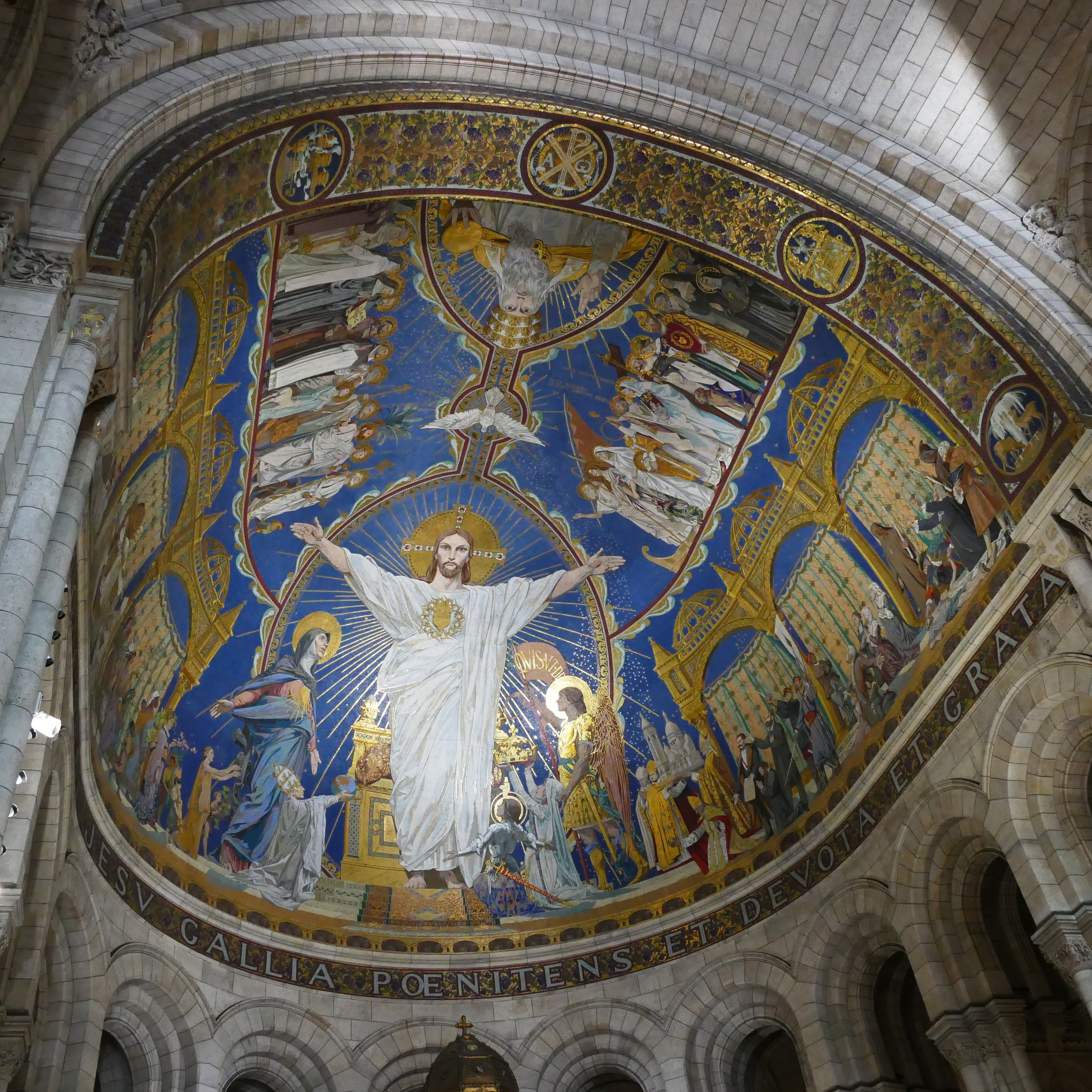
Basilique du Sacré-Cœur de Montmartre, Paris.
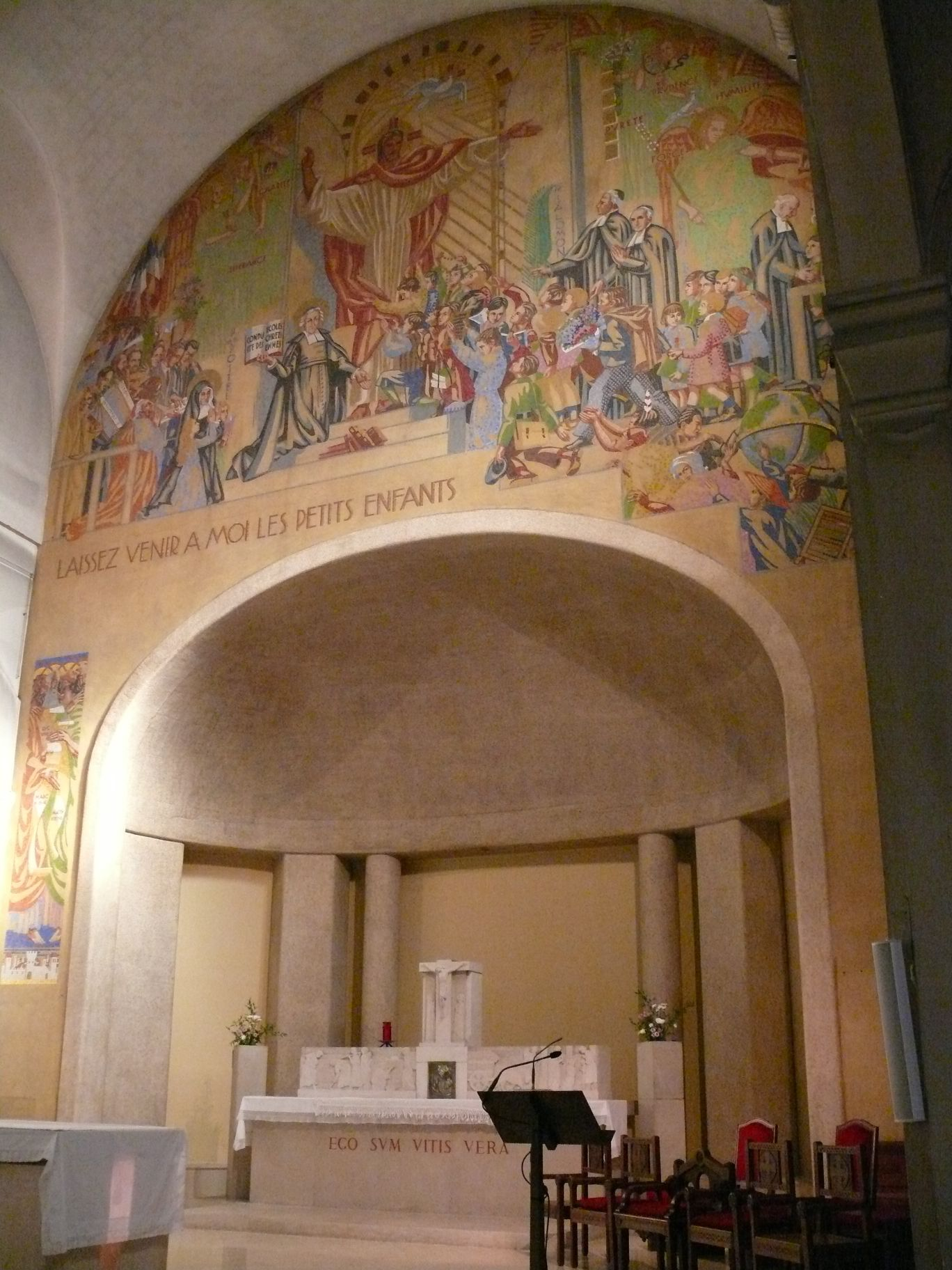
Église Saint-Jean-Baptiste-de-La-Salle, Paris.